# 致善
致善（？—？），徐氏，正黃旗汉军全顺佐领下附生，清朝政治人物、同進士出身。
光緒十七年順天乡试，中九十五名举人，二十一年（1895年），参加光緒乙未科会试，第十五名，殿試，登進士三甲67名。同年五月，授内阁中书。

## 家庭
- 曾祖徐義；
- 祖徐国芳；
- 父徐浩。